# Raggio X
Raggio X, il cui vero nome è James "Jimmy" Darnell è un membro degli U-Foes, un gruppo di criminali dell'Universo Marvel. È stato creato da Bill Mantlo e Sal Buscema su Incredible Hulk (Vol. 2) n. 254 (dicembre 1980). Come gli altri membri della squadra, anche Raggio X ha ottenuto i suoi poteri, quello di essere un campo di energia vivente, intangibilità e immunità alla maggior parte delle minacce fisiche, duplicando l'incidente che ha creato i Fantastici Quattro. Si è spesso scontrato con Hulk.